# غنمة
غنمة قرية سوريّة تتبع إداريّاً لمحافظة حلب منطقة جرابلس ناحية غندورة، بلغ تعداد سكانها 1,074 نسمة حسب التعداد السكاني لعام 2004.